# Блетшахер, Рихард
Рихард Макс Йозеф Блетшахер (нем. Richard Max Josef Bletschacher; род. 23 октября 1936, Фюссен) — немецкий писатель, драматург, либреттист и переводчик.
Изучал философию, право, театроведение и теорию музыки в университетах Мюнхена, Гейдельберга, Парижа и Вены. С 1959 по 1996 гг. работал в Венской государственной опере: сперва ассистентом режиссёра, с 1967 г. режиссёром, с 1982 г. главным драматургом. Преподавал на драматическом и оперном отделениях Венской Академии музыки.
Блетшахеру принадлежат либретто 12 опер, в том числе оперы Альфреда Шнитке «Джезуальдо» (1995). Кроме того, им написаны романы «Изгнание, или Путь в Бриндизи» (нем. Die Verbannung oder Die Reise nach Brindisi; 1998) и «Сон на Тае» (нем. Das Schloss an der Thaya; 2000), две книги стихов, несколько книг для детей. В новых переводах Блетшахера на немецкий язык опубликованы комедия Мариво «Игра любви и случая» (1968), сонеты Шекспира (1996), либретто Лоренцо да Понте к операм Моцарта (1993).